# Hypotheses non fingo
Hypotheses non fingo (lateinisch Hypothesen erdenke ich nicht) ist ein berühmter Satz von Isaac Newton. Diese Feststellung ist in seiner Allgemeinen Anmerkung, dem General Scholium, enthalten, die der zweiten Ausgabe der Principia hinzugefügt wurde, und erschien im Jahr 1713.
Speziell über die Ursache der Anziehung von Massen möchte Newton keine Hypothesen aufstellen. Dazu Newton selbst: Ich habe bisher die Erscheinungen der Himmelskörper und die Bewegungen des Meeres durch die Kraft der Schwere erklärt, aber ich habe nirgends die Ursache der letzteren angegeben (Quelle siehe Tabelle). Er steckt sich damit selbst eine Grenze, jenseits derer es für ihn keinen Sinn mehr ergibt, nach Ursachen zu suchen. Die Frage zu beantworten, warum sich Massen anziehen, ist keine Zielstellung für Newton. Auch die allgemeine Relativitätstheorie beantwortet diese Frage nicht, sie beschreibt die Gravitation als Eigenschaft von Massen nur anders als Newton, und zwar genauer, indem sie die Gravitation nicht als Kraft im Sinne der klassischen Physik behandelt.

## Originaltext
| Text im lateinischen Original | Deutsche Übersetzung von Jakob Philipp Wolfers |
| --- | --- |
| Hactenus Phænomena cælorum & maris nostri per Vim gravitatis exposui, sed causam Gravitatis nondum assignavi. Oritur utique hæc Vis a causa aliqua quæ penetrat ad usque centra Solis & Planetarum, sine virtutis diminutione; (…) Rationem vero harum Gravitatis proprietatum ex Phænomenis nondum potui deducere, & Hypotheses non fingo. Quicquid enim ex Phænomenis non deducitur, Hypothesis vocanda est; & Hypotheses seu Metaphysicæ, seu Physicæ, seu Qualitatum occultarum, seu Mechanicæ, in Philosophia Experimentali locum non habent. In hac Philosophia Propositiones deducuntur ex Phænomenis, & redduntur generales per Inductionem. Sic impenetrabilitas, mobilitas, & impetus corporum & leges motuum & gravitatis innotuerunt. Et satis est quod Gravitas revera existat, & agat secundum leges a nobis expositas, & ad corporum cælestium & maris nostri motus omnes sufficiat. | Ich habe bisher die Erscheinungen der Himmelskörper und die Bewegungen des Meeres durch die Kraft der Schwere erklärt, aber ich habe nirgends die Ursache der letzteren angegeben. Diese Kraft rührt von irgend einer Ursache her, welche bis zum Mittelpunkte der Sonne und der Planeten dringt, ohne irgend etwas von ihrer Wirksamkeit zu verlieren. (…) Ich habe noch nicht dahin gelangen können, aus den Erscheinungen den Grund dieser Eigenschaften der Schwere abzuleiten, und Hypothesen erdenke ich nicht. Alles nämlich, was nicht aus den Erscheinungen folgt, ist eine Hypothese und Hypothesen, seien sie nun metaphysische oder physische, mechanische oder diejenigen der verborgenen Eigenschaften, dürfen nicht in die Experimentalphysik aufgenommen werden. In dieser leitet man die Sätze aus den Erscheinungen ab und verallgemeinert sie durch Induction. Auf diese Weise haben wir die Undurchdringlichkeit, die Beweglichkeit, den Stoss der Körper, die Gesetze der Bewegung und der Schwere kennen gelernt. Es genügt, dass die Schwere existire, dass sie nach den von uns dargelegten Gesetzen wirke, und dass sie alle Bewegungen der Himmelskörper und des Meeres zu erklären im Stande sei. |

## Fingo
Da Newton die Principia in Latein schrieb, gibt es bei der Übersetzung gewisse Spielräume. Fingo ist die 1. Person Präsens des lateinischen Verbs fingere, das mehrere Bedeutungen hat: gestalten, formen, erdichten, darstellen, bilden, fingieren, sanft berühren. Entsprechend unterschiedlich wird dieser Text ins Deutsche übertragen. Neben der Wolfertschen Übersetzung „Hypothesen erdenke ich nicht“ sind zum Beispiel „Ich täusche keine Hypothesen vor“, „Hypothesen mache ich nicht“ oder „Ich erfinde keine Hypothesen“ verbreitet.

## Induktion kontra Hypothese
Eine Hypothese (wörtlich „Unterstellung“) ist nach heutigem Verständnis eine in Form einer logischen Aussage formulierte Annahme, deren Gültigkeit man zwar für möglich hält, die aber bisher nicht bewiesen ist. Die Hypothese muss anhand ihrer Folgerungen überprüfbar sein, wobei sie je nach Ergebnis entweder bewiesen oder widerlegt werden würde. Als Hypothese wird meist die Vorstufe einer Theorie angesehen, zu der sie durch wiederholbare Beobachtungen werden kann, vorausgesetzt es gelingt niemandem, sie eindeutig zu widerlegen.
In diesem allgemeinen Sinn steht Hypotheses non fingo sicher nicht für Hypothesen jedweder Art. Auch Newtons Gesetz der Schwerkraft war aus heutiger Sicht zunächst eine Hypothese, die zur Theorie wurde und sich glänzend bestätigt hat. Aber Newton hat den Begriff Hypothese strenger gefasst: Alles nämlich, was nicht aus den Erscheinungen folgt, ist eine Hypothese und Hypothesen, seien sie nun metaphysische oder physische, mechanische oder diejenigen der verborgenen Eigenschaften, dürfen nicht in die Experimentalphysik aufgenommen werden. Newton erhebt damit die Induktion zum obersten Grundsatz der Experimentalphysik. Das bedeutet seit Aristoteles den abstrahierenden Schluss aus beobachteten Phänomenen auf eine allgemeinere Erkenntnis, etwa ein Naturgesetz.
William Whewell, ein Wissenschaftsphilosoph des 19. Jahrhunderts, hielt fest: Durch eine solche Verwendung von Hypothesen haben sowohl Newton selbst als auch Kepler, auf deren Entdeckungen die von Newton beruhten, ihre Entdeckungen gemacht. Whewell erklärte: Erforderlich ist, dass die Hypothesen nahe an den Tatsachen liegen und nicht andere willkürliche und unerprobte Tatsachen mit ihnen verbunden werden; und dass der Philosoph bereit sein sollte, zurückzustecken, sobald die Tatsachen die Hypothese nicht bestätigen.

## Nachwirkungen heute
Im 20. Jahrhundert haben Theoretiker, wie Hans Reichenbach und Rudolf Carnap, versucht, formal exakte Theorien des induktiven Schließens zu entwickeln. Karl Popper dagegen hat stets die Meinung vertreten, dass Induktion eine Illusion sei und in Wirklichkeit immer nur Deduktion zum Einsatz käme.
Der deutsche Philosoph, Wissenschaftstheoretiker und -historiker Helmut Pulte stellt in seinem Aufsatz Hypothese (non) fingo? Das Wissenschaftsverständnis der Aufklärung im Spiegel der Newton-Rezeption Newtons Satz voran. Obwohl er seine Zweifel bereits in der Überschrift kenntlich macht, zeigt die Arbeit auch, wie präsent Newtons Satz heute noch in Philosophie und Wissenschaftsgeschichte ist.
Die deutsche Philosophin Brigitte Falkenburg stellte unter dem Titel "Hypotheses non fingo": Newtons wissenschaftliche Methodenlehre den Antrag für ein Projekt von 2001 bis 2004 bei der Deutschen Forschungsgemeinschaft. In der Projektbeschreibung schätzt sie den Stand zur Frage des Verhältnisses von Induktion und Deduktion bei Newton so ein: „Obwohl Newtons Erfolge als Naturwissenschaftler im allgemeinen auf seine konsequente Anwendung der induktiven Methode und seine strikte Zurückweisung von Hypothesen zurückgeführt werden, gibt es kontroverse Meinungen darüber, was beispielsweise unter Induktion bei Newton eigentlich zu verstehen ist. Dies liegt vor allem daran, dass man in Newtons Hauptwerken, den „Principia“ und den „Opticks“, nur wenige explizite Äußerungen zu methodischen Fragen findet, die zudem für sich genommen schwer verständlich und interpretationsbedürftig sind.“
Experimentalphysiker dagegen scheinen Newtons Hypotheses non fingo „verinnerlicht“ zu haben. Einige betrachten zum Beispiel die Kopenhagener Deutung der Quantenmechanik wie auch andere Interpretationen als Hypothesen, die der mathematischen Beschreibung, der Schrödingergleichung, nachgeschoben wurden, als entbehrlich. So äußerte sich der Pionier der Laserspektroskopie und Nobelpreisträger Theodor Hänsch in einem Interview: „Ich bin ein Experimentalphysiker, und ich betrachte die Gesetze der Quantenmechanik naiv, als Rechenregeln sozusagen, die empirisch bestätigt sind und mit denen wir auch ungeheuer genaue Vorhersagen machen können.“